# Разъезд № 105
Разъе́зд № 105 — железнодорожный разъезд Челябинского региона Южно-Уральской железной дороги расположенный в Кыштымском городском округе Челябинской области.

## История
Разъезд открыт в эксплуатацию в 1969 году.
В марте 2008 года был открыт также для работы на железнодорожном пути необщего пользования, принадлежащем ПО «Маяк». Используется по сей день.

## Применение
Прием и выдача грузов повагонными и мелкими отправками, загружаемых целыми вагонами, только на подъездных путях и местах необщего пользования.
Прием и выдача в универсальных контейнерах массой брутто 3,3 (5) и 5,5 (6) т на станциях.
Прием и выдача грузов в универсальных контейнерах транспорта массой брутто 20 т на подъездных путях.